# Guadalupe Victoria
José Miguel Ramón Adaucto Fernández y Félix (29 de Setembro de 1786 - 21 de Março de 1843), conhecido por seu pseudônimo Guadalupe Victoria, foi o primeiro presidente do México.

## Vida
Nasceu em Tamazula, reino de Nova Galiza (actual Durango), no seio de uma família abastada. Estudou no seminário de Durango e mais tarde no Colegio de San Ildefonso na Cidade do México.
Em 1811 juntou-se ao movimento independentista iniciado por Miguel Hidalgo e combateu ao lado de José María Morelos; após a morte deste operou como guerrilheiro em Oaxaca e Veracruz. Mais tarde foi obrigado a fugir e a esconder-se na selva de Veracruz até à proclamação do plano de Iguala por Agustín de Iturbide em 1821.
Após o consumar da independência e formação do Império Mexicano liderado por Iturbide, regressou à selva aliando-se depois ao plano de Casamata, encabeçado por Antonio López de Santa Anna contra o imperador.
Com a queda do império e instauração da República Federal, Victoria foi eleito como primeiro presidente do México, sendo Nicolás Bravo vice-presidente. Escolheu o seu novo nome por razões simbólicas: Guadalupe como agradecimento pela protecção de Nossa Senhora de Guadalupe e Victoria pela vitória da obtenção da independência.
Desde o início da sua administração teve que enfrentar os graves problemas decorrentes da guerra de independência, que havia deixado o país arruinado e com um enorme exército e burocracia herdados do regime colonial.
Para fazer face a estes graves problemas, o país foi obrigado a endividar-se no exterior. Durante o seu mandato foi decretado o fim da escravatura, fundado o Colegio Militar e delimitada a fronteira com os Estados Unidos.
Em 1828, candidataram-se às eleições presidenciais os generais Vicente Guerrero e Manuel Gómez Pedraza. Após a vitória de Pedraza, os seguidores de Guerrero sublevaram-se e impuseram Guerrero como presidente.
Terminado o seu mandato e decepcionado com a política, Victoria retirou-se da vida pública. Após um longo período de doença, morreu de epilepsia em 21 de Março de 1843 em Perote, Veracruz.
Em 25 de Agosto de 1845 foi declarado como Benemérito de la Pátria pelo congresso. Em 1925 os seus restos mortais foram trasladados para o mausoléu da Coluna da Independência, na Cidade do México.